# Bill de Gruchy
Bill de Gruchy (eigentlich William de Gruchy; * 10. Mai 1930) ist ein ehemaliger australischer Sprinter.
Bei den British Empire Games 1950 in Auckland gewann er über 100 Yards Silber, erreichte über 220 Yards das Halbfinale und siegte mit der australischen 4-mal-110-Yards-Stafette.
1951 wurde er Australischer Meister über 100 Yards.

## Persönliche Bestzeiten
- 100 Yards: 9,6 s, 22. Dezember 1951, Perth
- 100 m: 10,5 s, 22. Dezember 1951, Perth
- 220 Yards: 21,5 s, 3. Februar 1951, Perth (entspricht 21,4 über 200 m)